# Списък на политическите партии в Исландия
Исландия има многопартийна система.

## Парламентарно представени партии
| Партия/коалиция             | Места в Парламента (2016) | Идеология               |
| --------------------------- | ------------------------- | ----------------------- |
| Партия на независимостта    | 21                        | Либерален консерватизъм |
| Ляво-зелено движение        | 10                        | Демократичен социализъм |
| Пиратска партия             | 10                        | Еднопроблемна партия    |
| Прогресивна партия          | 8                         | Либерализъм             |
| Възраждане                  | 7                         | Либерализъм             |
| Светло бъдеще               | 4                         | Либерализъм             |
| Социалдемократически алианс | 3                         | Социалдемокрация        |